# سينب المسرار
سينب المسرار (مواليد 1981) كاتبة مغربية ألمانية وصحفية ونسوية إسلامية. هي مؤسسة مجلة غزال النسائية متعددة الثقافات ونشرت العديد من الأعمال التي تتناول قضية النسوية في الإسلام.

## بداية حياتها
ولدت زينب المسرار عام 1981 في هانوفر بألمانيا وترعرعت هناك. كان والدها ميكانيكي سيارات مغربيًا غادر طنجة إلى ألمانيا في منتصف الستينيات، وانضمت إليه والدتها هناك في أواخر السبعينيات.  درست إدارة الأعمال أولاً، ثم تخرجت من كلية التربية. تعرضت للتمييز أثناء بحثها عن عمل، حيث رفضت المدارس الكاثوليكية توظيف مسلم.

## المسار المهني
في يونيو 2006، أسست المسرار مجلة غزال، وهي مجلة نسائية متعددة الثقافات، وتديرها كرئيسة تحرير. شاركت في مشاريع الحكومة الألمانية حول الاندماج، وعملت كعضو في مجموعة عمل "الإعلام والتكامل" كجزء من مؤتمر نظمته وزيرة الدولة للهجرة واللاجئين والاندماج ماريا بوهمر. من مايو 2010 إلى 2013، شاركت أيضًا في حوار ألماني حول الإسلام.
نُشر كتاب المسرار الأول "Muslim Girls: Wer Wir Sind, Wie Wir Leben" ("فتيات مسلمات: من نحن، كيف نعيش") في عام 2010. تمت إعادة إصداره في شكل الجيب في عام 2015.
احتل كتابها التالي، Emanzipation im Islam(التحرر في الإسلام)، عناوين الصحف عندما نُشر في أوائل عام 2016. كان موضوع شكوى من الحركة الإسلامية "ملي غوروش"، التي أجبرت المسرار على سحب مقطع من الكتاب بحكم صادر عن محكمة مقاطعة ميونيخ.
في عام 2018، نشرت كتاب " Muslim Men: Wer Sie Sind, Was Sie Wollen" ("الرجال المسلمون: من هم، ماذا يريدون")، حيث ناقشت التحيز ضد الرجال المسلمين.المسرار تعيش في برلين.

## المواقف السياسية
تدعو المسرار إلى تفسير مفتوح ونقدي للإسلام، وترى أن الإسلام لا يتعارض مع حقوق المرأة. وشددت على أنه لا ينبغي الخلط بين الإسلام ككل والسلفية، وتشير إلى وجود أئمة وإمام مثلي الجنس علنًا، لودوفيتش محمد زاهد، في مرسيليا، فرنسا.

## اعمال محددة
- فتيات مسلمات: وير وير السند، وي وير ليبن (2010)
- التحرر في الإسلام (2016)
- الرجال المسلمون: من أنت، ماذا تريد (2018)

## روابط خارجية
مجلة Gazelle (باللغة الألمانية)